# Venta (by)
 Denne artikel omhandler byen Venta. For andre betydninger af Venta, se Venta (flertydig).
Venta er en by i det nordlige Litauen med et indbyggertal på 2.743(2011). Byen ligger i Akmenė distriktskommune, i Šiauliai apskritis, tæt på grænsen til nabolandet Letland ved Ventafloden.
Venta er begunstiget af sin placeringen tæt på motorvejen Kuršėnai-Mažeikiai (Europavej E77) og nær ved jernbanestationen i Akmenė på strækningen, der forbinder Mažeikiai med Šiauliai (Tilsit-Liepajabanen).

## Byens fremvækst
Byen voksede frem efter anden verdenskrig sammen med fabriken, der producerede brændt kalk og senere mursten. På sit højdepunkt beskæftigede fabrikken ca 1.000. Byen blev dannet da landsbyerne Bauskas og Purviai blev slået sammen i 1966. Efter uafhængighedserklæringen i 1990 fik fabrikken alvorlige økonomiske problemer som konsekvens af skiftet fra planøkonomi til frit marked. Fabrikkens afdelinger blev skilt ud i selvstændige selskaber, der blev privatiseret. Nogle gik konkurs og bygningerne blev ødelagt.

## Naujasis kalcitas
I 1999 overtog selskabet "Naujasis kalcitas" (dansk: ~ "Ny Kalcit") fabrikken og moderniserede kalkproduktionen bl.a. med nye roterovne. Fabrikken en den eneste producent af brændt kalk i Litauen og dækker 50-55% af det indenlandske behov. I 2009 afskedigede firmaet 64 af sine 206 ansatte.